# Корнапо (Асти)
Корнапо је насеље у Италији у округу Асти, региону Пијемонт.
Према процени из 2011. у насељу је живело 112 становника. Насеље се налази на надморској висини од 150 м.